# مونار
مونار (بالانكليزية: Munnar) هي محطة سياحية في جنوب غرب ولاية كيرالا في الهند، وتقع على ارتفاع حوالي 1600 متر في غرب غاتس. اسم مونار يعني «ثلاثة أنهار».
وهذه المدينة معروفة بزراعة الشاي.

## الجغرافيا
المنطقة المحيطة بمونار جبلية ويتراوح الارتفاع بين 1450 و 2695 متر فوق مستوى سطح البحر ، وهناك مناخ شبه استوائي مع درجات حرارة معتدلة. الأمطار وفيرة في فصل الصيف.

## التاريخ
ترتبط قصة مونار بلا شك بزراعة الشاي.
أصبحت المدينة معروفة للغرب من خلال زيارة جون دانيال مونرو في سبعينيات القرن التاسع عشر، حيث كان مونرو ، الذي كان من المقرر أن يحل نزاعًا حدوديًا بين ولاية مدراس ومملكة ترافانكور، قد أعجب بجمال المنطقة. كان لديه اهتماماً كبيراً بالمزارع ولاحظ أن تلال كنان ديفان تتمتع بإمكانيات زراعية كبيرة. ثم ذهب إلى قصر عائلة بونجار، التي كانت لها السيطرة المطلقة على أراضي المنطقة. أقنع رئيس الأسرة، روهيني ثيرالون كيرالا فارما فاليا راجا، بمغادرة تلال كنان ديفان مقابل مبلغ كبير. وهكذا في عام 1877، استأجر مونرو 3000 روبية في السنة من أصل 55000 هكتار من الأراضي التي تركتها العائلة المالكة وأسس جمعية الأراضي الزراعية الفرعية في ترافانكور في عام 1879. وبدأ في زراعة البن والهيل وسينشونا. ومع ذلك ، سرعان ما تم التخلي عن هذه المحاصيل عندما اكتشفت الشركة أن المنطقة كانت أكثر ملاءمة لزراعة الشاي .
في عام 1924 ، كانت مونار تعاني من الرياح الموسمية الرهيبة التي تسببت في انهيارات أرضية وفيضانات أخرى. دمرت العديد من المزارع. ومع ذلك، تمكن السكان من إعادة زرع كل شيء في غضون بضعة أشهر.
وهذه المنطقة، وعلى الرغم من وجود مزارع الشاي ، لم تصبح سياحية حتى النصف الثاني من القرن العشرين.

## الحيوانات والنباتات
اختفت معظم أنواع الحيوانات والنباتات من المنطقة بسبب مزارع الشاي. ومع ذلك ، يبقى البعض في المناطق المحمية ، مثل مزار Kurinjimala أو ضريح Chinnar. ومن المعروف أن هذه المناطق تؤوي أنواعاً مهددة بالانقراض مثل طهر نلغيري أو السنجاب العملاق السيلاني أو غور (حيوان) أو الصمبر أو حمامة إلفينستون.
وفي هذه المدينة الزهرة زرقاء التي تزهر كل 12 سنة فقط ، هي مستوطنة في المنطقة.

## السياحة والاقتصاد
بدأت زراعة الشاي في مونار في عام 1878. واليوم ، تغطي حوالي 24000 هكتار من مزارع الشاي منطقة مونار لإنتاج سنوي يبلغ 50000 طن. جذبت مزارع الشاي عدداً كبيراً من السياح (245،438 سائحًا في عام 2010 ، بما في ذلك 19،690 من الأجانب ) وفي عام 2014، كان هناك ما يقرب من 240 عرضًا للإقامة (الفنادق والنزل).
افتتح متحف الشاي الأول في البلاد في مونار.